# Chloromyxum menticirrhi
Chloromyxum menticirrhi is een microscopische parasiet uit de familie Chloromyxidae. Chloromyxum menticirrhi werd in 2009 beschreven door Casal, Garcia, Matos, Monteiro, Matos & Azevedo. 